# Syzygium tekuense
Syzygium tekuense är en myrtenväxtart som först beskrevs av Murray Ross Henderson, och fick sitt nu gällande namn av Ian Mark Turner. Syzygium tekuense ingår i släktet Syzygium och familjen myrtenväxter. Inga underarter finns listade i Catalogue of Life.